# Eothenomys proditor
Eothenomys proditor és una espècie de mamífer rosegador de la família dels cricètids. És endèmic de la Xina (Sichuan i Yunnan), on viu a altituds d'entre 2.500 i 4.200 msnm. El seu hàbitat natural són les zones rocoses i els prats. Es desconeix si hi ha cap amenaça significativa per a la supervivència d'aquesta espècie. El seu nom específic, proditor, significa ‘traïdor’ en llatí.